# Benimassot (kommun)
Benimassot är en kommun i Spanien.   Den ligger i provinsen Provincia de Alicante och regionen Valencia, i den östra delen av landet, 300 km sydost om huvudstaden Madrid. Antalet invånare är 125. Arean är 9,5 kvadratkilometer. Benimassot gränsar till Balones, Facheca, Planes, Cuatretondeta, Tollos och La Vall d'Alcalà. 
Terrängen i Benimassot är varierad.